# Paracles angustior
Paracles angustior là một loài bướm đêm thuộc phân họ Arctiinae, họ Erebidae.